# Brännebrona
Brännebrona is een plaats in de gemeente Götene in het landschap Västergötland en de provincie Västra Götalands län in Zweden. De plaats heeft 93 inwoners (2005) en een oppervlakte van 28 hectare.